# Julio César Vásquez
Julio César Vásquez (Santa Fe, Argentina, 13 de julio de 1966) es un exboxeador argentino que fue campeón mundial de la Asociación Mundial de Boxeo en la categoría mediano junior entre los años 1992 y 1996. Considerado uno de los mejores boxeadores del mundo durante la década del 90 y de los más reconocidos en la historia del pugilismo argentino.

## Profesionalismo
Vásquez, conocido popularmente como "El Zurdo", nació en el humilde barrio Santa Rosa de Lima de la ciudad de Santa Fe. Se convirtió en profesional en el año 1986 y su primer combate fue en el mítico Luna Park donde derrotó por decisión unánime a Marcelo Chancalay.
En 1992 obtuvo el título vacante mediano junior de la AMB al derrotar por nocaut en el primer round al japonés Hitoshi Kamiyama en el club Ferrocarril Oeste. Realizó diez exitosas defensas de su título, superando a rivales de gran talla como Javier Castillejo, Aaron Davis, el invicto Winky Wright y Tony Marshall.
A comienzos del año 1995 perdió su cinturón de campeón ante el legendario Pernell Whitaker, quien solo contaba con una pelea en dicha categoría. A finales de ese mismo año recuperó el título de peso medio ligero de la Asociación derrotando a Carl Daniels, al cual noqueó con un zurdazo devastador en una pelea que lo llevaba muy mal en los puntos. Aquel impresionante nocaut sobre Daniels en el undécimo asalto fue premiado como el Nocaut del año por The Ring, la revista de boxeo más famosa del planeta.
En 1996, apenas siete meses después de recuperar su título, perdió por nocaut frente a Laurent Boudouani y nunca logró volver a afirmarse en el máximo nivel. Vásquez siguió peleando mayormente en Argentina hasta su retiro en el año 2009, con 42 años, luego de una seguidilla de derrotas que solo opacaron su récord personal.

## Premios y distinciones
En el año 1994 fue galardonado con el prestigioso Olimpia de Oro, premio al deporte más importantes en Argentina, que es entregado por el Círculo de Periodistas Deportivos de Buenos Aires.
En 1995, su K.O. a Carl Daniels fue premiado como el 'Nocaut del año' por la revista The Ring.
Fue distinguido con el Konex de Platino en el año 2000, premio que se da personalidades argentinas cuyo quehacer nacional sirven de ejemplo a la juventud.